# Wskazania gospodarcze
Wskazania (wskazówki) gospodarcze stanowią element opisu taksacyjnego. Obejmują projektowane na najbliższe dziesięciolecie zadania z zakresu użytkowania lasu, ochrony lasu, hodowli lasu, melioracji, zagospodarowania gruntów nieleśnych oraz budowy i remontów urządzeń związanych z gospodarką leśną. Wskazania gospodarcze wyznaczane są dla każdego wydzielenia lasu. Wskazania gopodarcze wyróżniają miąższość przewidzianą do pozyskania w użytkowaniu rębnym i przedrębnym oraz skład gatunkowy odnowień i zalesień.